# Limnophila subjucunda
Limnophila subjucunda är en tvåvingeart som beskrevs av Alexander 1928. Limnophila subjucunda ingår i släktet Limnophila och familjen småharkrankar. Inga underarter finns listade i Catalogue of Life.